# Avenue A
L'avenue A est une avenue de New York.

## Situation et accès
Située à Manhattan, dans le quartier de East Village, cette voie est une des avenues les plus vivantes de Manhattan avec sa population jeune, mixte et branchée, ses restaurants et bars. 

## Origine du nom
Contrairement aux avenues numérotées (1st à 12th), les avenues A à D ont été ajoutées à l'extrémité est de l'île, là où la topographie rendait difficile l'application stricte du plan en damier.

## Historique
L'« Avenue A » a été tracée dans le cadre du Commissioners' Plan de 1811, qui a instauré le quadrillage de Manhattan. 

## Bâtiments remarquables et lieux de mémoire
Elle borde le Tompkins Square Park.